# هلال بن زيد بن يسار
هلال بن زيد بن يسار بن بولا البصري وكنيته أبو عقال، قيل أنه مولى أنس بن مالك، وأحد رواة الحديث النبوي من المتروكين، سكن عسقلان.

## روايته للحديث النبوي
- روى عن: أنس بن مالك.
- روى عنه: إِبْرَاهِيم بْن سويد بن حيان، وداود بن عجلان، وأَبُو صدقة صخر بن صدقة اليمامي، وعباد بن كثير الرملي، وعبد الله بن واقد، وعقبة بن علقمة البيروتي، وعُمَر بن محمد بن زيد العُمَري، وأخوه واقد بن محمد بن زيد العُمَري.[1]
- الجرح والتعديل: قال محمد بن إسماعيل البخاري: «فِي حديثه مناكير». وَقَال النسائي وأبو حاتم الرازي: «منكر الحديث.» وقال ابن عدي: «وأَبُو عقال هذا عامة أحاديثه ما ذكرت، وهذه الأحاديث غير محفوظة»، روى له ابن ماجة حديثًا واحدًا في فضل الطواف في المطر.[1]